# Andreas Gerwig
Pour les articles homonymes, voir Gerwig.
 (août 2017).
Si vous disposez d'ouvrages ou d'articles de référence ou si vous connaissez des sites web de qualité traitant du thème abordé ici, merci de compléter l'article en donnant les références utiles à sa vérifiabilité et en les liant à la section « Notes et références ».
Andreas Gerwig (né le 10 novembre 1928 à Bâle et décédé le 30 avril 2014 à Bâle) était une personnalité politique suisse, membre du Parti socialiste.

## Biographie
Andreas Gerwig est le fils de Max Gerwig (de), juriste et professeur d'université. Il a lui-même étudié le droit aux universités de Bâle et de Paris. Il obtient son doctorat en droit à Bâle en 1953. Il est avocat dès 1955.
De 1957 à 1967, Andreas Gerwig est membre du Conseil de bourgeoisie de la ville de Bâle. De 1960 à 1964, il est membre du Conseil constitutionnel des deux Bâle. De 1964 à 1970, il représente le Parti socialiste au Grand Conseil du canton de Bâle-Ville.
De 1967 à 1983, Andreas Gerwig est membre du Conseil National, où il forme avec Helmut Hubacher, Walter Renschler et Lilian Uchtenhagen la "bande des quatre" qui a profondément marqué la politique du Parti socialiste. Les principaux champs d'action politiques de Gerwig sont la politique juridique, la politique des médias et la question jurassienne. De 1981 à 1983, il président la commission chargée de l'élaboration du nouveau droit du mariage.
De 1984 à 1997, Gerwig est membre du Conseil de l'éducation du canton de Bâle-Ville et, dès 1999, de l'Assemblée constituante du canton de Bâle-Ville. Il a par ailleurs été membre du conseil d'administration du théâtre de Bâle de 1966 à 1988, président du centre suisse du film et membre du conseil de fondation de la Max-Frisch-Stiftung.